# Афгански ъглозъб
Афгански ъглозъб (Afghanodon mustersi), наричан също пагманска планинска саламандра, е вид земноводно от семейство Hynobiidae. Видът е критично застрашен от изчезване.

## Разпространение и местообитание
Разпространен е в Афганистан.
Обитава крайбрежията на сладководни басейни, морета, реки, потоци и канали.

## Описание
Продължителността им на живот е около 11 години.